# سیارک ۱۳۵۶
سیارک ۱۳۵۶ (به انگلیسی: 1356 Nyanza، نامگذاری:1935JH) هزار و سیصد و پنجاه و ششمین سیارک کشف شده‌است که در ۳ مه ۱۹۳۵ کشف شد.
قدر مطلق سیارک برابر ۹٫۹۰ است.